# Fortis
A Fortis belga-holland kereskedelmi bank, amely ezen felül befektetési banki és biztosítási szolgáltatásokat is nyújt. A Fortis bank a világ 20. legnagyobb vállalatának számít árbevétele alapján.
A Fortis elsősorban a Benelux államok területén, Belgiumban, Hollandiában és Luxemburgban van jelen, ahol lakossági, kereskedelmi és befektetési banki szolgáltatásokat nyújt. A biztosítási üzletág élet, egészség és vagyonbiztosítási termékeket forgalmaz. A bank termékeit a bank fiókjai mellett független biztosítási ügynökök, brókerek és pénzügyi tanácsadók is forgalmazzák. A bank részvényeit az Euronext Brussels, Euronext Amsterdam és Luxembourg Stock Exchange tőzsdéken jegyzik, és a bank benne van a BEL20 belga részvényindexben is.
A bankot 2008. szeptember 29-én bejelentett, 11,8 milliárd €-s csomaggal támogatta meg a belga, a holland és a luxemburgi kormány, mivel a bank súlyosan érintett az amerikai ingatlanpiaci válságban. A kormányzati támogatásért cserébe a részvények 49%-át szerezte meg a három kormány, a részleges államosítás a hírek szerint az összeomlástól mentette meg a bankot.

## Története
A bank egyik elődje a Societe Generale francia bank, amely nagy szerepet játszott Belgium és Hollandia gazdaságának fejlődésében. Közvetlen elődei a holland AMEV biztosítási társaság, amely 1990-ben olvadt össze a szintén holland VSB Bankkal, és még ugyanebben az évben csatlakozott a kialakult vállalathoz a belga AG Groep. Megalakulása után a Fortis terjeszkedésbe kezdett, 1993-ban többségi részesedést szerzett a belga Algemene Spaar- en Lijfrentekas-ban, majd 1998-ban a rivális ABN AMRO ellenében szerezte meg a Generale Bank-ot. Hollandiában számos helyi biztosítót, mint pl. ASR Stad Rotterdam, Woudsend és Amersfoortse, vásárolt fel. 1997-ben az ABN AMRO-tól vásárolta meg a Mees Pierson befektetési bankot.
Külföldi terjeszkedése során előbb egy lengyel lakossági bankot vásárolt meg, majd 2005. április 11-én 89,3%-os részesedést szerzett Törökország ötödik legnagyobb bankjában, a Dışbank-ban, amelyet a Doğan Group-tól vásárolt meg. 2005. novemberétől a Dışbank 173 fiókját Fortisra nevezték át.
2005 októberében megvásárolta az amerikai Dryden Wealth Management befektetési alapot.
2007-ben a Fortis tagja volt annak a konzorciumnak, amely a Royal Bank of Scotland Group és a Banco Santander részvételével ajánlatot tett az ABN AMRO holland bank részvényeinek 86%-ra. A részvények akkori értéke alapján 72 milliárd eurót fizettek, amelyből a Fortis részesedése elérte a 24 milliárdot. 2007. november 1-én tartották meg az ABN AMRO rendkívüli közgyűlését, amelyen az RBS-es Mark Fisher-t választották meg a bank vezérigazgatójának, ugyanekkor a konzorcium bejelentette, hogy kezében van a részvények 97%-a. A Fortis továbbra is az ABN AMRO logóval fogja működtetni a bankfiókokat Hollandiában, míg máshol ezeket Fortis-ra nevezik át.

## Pozíciója az ingatlanválság során
2007-es hivatalos jelentése szerint a bankcsoport árbevétele közel 30 milliárd €, ugyanebben az évben nyeresége 4 milliárd € volt. Az amerikai Forbes magazin szerint a csoport piaci értéke ekkor 45,74 milliárd € volt. A szeptember 29-én bejelentett kormányzati beavatkozás során azonban a bankcsoport értékét kb. 23-25 milliárd euróban határozták meg.
Röviddel az ABN AMRO megvásárlása után, amikor a Fortis a vásárláshoz szükséges tőkét szerette volna megszerezni, kitört az amerikai ingatlanpiaci hitelezési válság. 2008. július 11-én a Fortis korábbi vezérigazgatója, Jean Votron, aki az ABN AMRO felvásárlásában kulcsszerepet játszott, lemondott a bank részvényeseinek követelésére. Eddigre a bank értéke a korábbi piaci érték harmadára zuhant és nem érte el azt az összeget sem, amit az ABN AMRO Benelux-országokbeli hálózatáért fizetett.
2008. szeptember 27-én nevezték ki Filip Dierckx-et a csoport vezérigazgatójának, miután a bank részvényeinek értéke 35%-kal csökkent egy hét alatt. Rögtön ezt követően, szeptember 29-én bejelentették, hogy a belga, holland és luxemburgi kormány megszerzi a bank részvényeinek 49%-át 11,2 milliárd eurós tőkeemelésért cserébe. A válság miatt 2008 kezdete óta a bankban kezelt betétek kb. 3%-át vonták vissza.
A kormányzati segítségért cserébe a belga kormány 49%-os részesedést szerzett a Fortis belga részlegében, a holland kormány hasonló részesedést szerzett a holland részlegben. A luxemburgi kormány segítségét hitel formájában folyósította, amelynek fejében lehetősége van a bank luxemburgi részlegének 49%-ának megszerzésére.
A kormányzati segítség másik feltétele volt, hogy a Fortis eladja az ABN AMRO-ban szerzett részesedését, de erre még nem akad vevő.

## A hitelválság főbb eseményei

### Június
- 2008. június 26-án a bank részvényeinek értéke közel 20%-kal csökkent a tőzsdei kereskedési nap folyamán, miután a bank bejelentette, hogy 8 milliárd €-s tőkeinjekcióra lesz szüksége, illetve ennek keretén belül 1,5 milliárd € értékben fog új részvényeket kibocsátani.A tőkebevonásra az ABN Amro holland bank felvásárlása miatt van szükség, a 2007-es felvásárlási akció miatt a Fortisnak 24 milliárd €-t kell kifizetni. A bejelentést követően a flamand befektetők érdekvédelmi szervezete a bank igazgatótanácsának lemondását követelte.[10]
- Másnap, 2008. június 27-én a Moody's befektetői szolgáltató cég a korábbi "B-" helyett "C+"-ra rontotta a bank pénzügyi minősítését.[11]

### Július
- 2008. július 8-án a bank részvényeinek értéke 2,9%-kal csökkent a brüsszeli értéktőzsdén.[12]
- 2008. július 12-én:
  - Jean-Paul Votron vezérigazgató lemondott a bank éléről. Votron már hetek óta nyomás alatt volt a bak tőkeinjekciója miatt, és nemrégiben kiderült, hogy 2,5 millió € jutalmat kapott az ABN Amro holland bank felvásárlásáért. A tranzakció, amelyben a Fortisnak 24 milliárd €-t kell fizetnie, okozta a bank jelenlegi problémáit.[13]
  - a belga Deminor csoport, amely a kisrészvényesek érdekeit képviseli, bejelentette, hogy Jean-Paul Votron vezérigazgató leváltása nem elegendő a részvényesek bizalmának helyreállításához. A csoport szerint a kisrészvényesek kb. 5-6 milliárd € veszteséget szenvedtek, miután a bank részvényeinek ára zuhanásba kezdett. Votron helyére ideiglenesen Herman Verwilst-et nevezték ki. A Deminor rendkívüli közgyűlés összehívását követeli, míg a holland VEB befektetési érdekvédelmi csoport per indítását fontolgatja.[14]
- 2008. július 15-én a bank részvényei 18%-ot vesztettek értékükből a belga tőzsde kereskedési napja során. A részvény árának csökkenését az a pletyka okozta, hogy a banknak további tőkeinjekcióra lesz szüksége az ABN Amro felvásárlásának finanszírozásához. A két másik jelentős belga banki részvény, a Dexia és a KBC is veszítettek értékükből, a BEL20 belga részvényindeyx összesen 3%-ot esett aznap.[15]

### Augusztus
- 2008. augusztus 21-én a bank találkozott a belga részvényesekkel (hasonló találkozóra augusztus 20-án került sor Amszterdamban) és tájékoztatta azokat a bank stratégiájáról. Maurice Lippens elnök beszámolt a bank intézkedéseiről, amellyel további tőkét próbálnak mozgósítani az ABN Amro felvásárlásának finanszírozása céljából. A bank által tett intézkedések miatt a részvények ára csökkent, zárolták az osztalékok kifizetését és a feldühödött részvényesek követelésére Jean-Paul Votron vezérigazgatónak távozni kellett.[16]

### Szeptember
- 2008. szeptember 16-án a bank részvényei 20%-ot vesztettek értékükből a tőzsdei kereskedési nap folyamán. A zárás előtt a részvény árfolyama némileg magához tért és csak 9%-os veszteséggel zárta a napot.[17]
- 2008. szeptember 26-án a Fortis bank sajtótájékoztatót hívott össze, amelyen igyekeztek megnyugtatni a közvéleményt a bank helyzetét illetően. A bank vezérigazgatója, Herman Verwilst bejelentette, hogy a banknak nincsenek likviditási problémái és szükség esetén eszközöket fog eladni, hogy kötelezettségeinek eleget tudjon tenni A pénteki kereskedési nap során a bank részvényei 13%-ot vesztettek értékükből és csak 5,7€-t értek a kereskedési nap végén.[18]
- 2008. szeptember 27-én a Fortis bank bejelentette, hogy az előző napon lemondott vezérigazgató, Herman Verwilst helyre Filip Dierckx-t nevezi ki. Verwilst korábban csak ideiglenesen vette át a posztot, miután a bank korábbi vezérigazgatója, Jean-Paul Votron a részvényesek nyomásának engedve lemondott (Votron volt a felelős az ABN Amro holland bank felvásárlásáért, amely a jelenlegi válságos helyzetet előidézte). Dierckx 2008-ban vette át a Fortis banki üzletágának vezetését.[19]
- 2008. szeptember 28-án a belga szövetségi kormány bejelentette, hogy részlegesen államosítja a Fortis bankot. A döntés a kormány vasárnapi rendkívüli ülése után jelentették be. A belga nemzeti bank elnöke, Guy Quaden és az Európai Központi Bank elnöke, Jean-Claude Trichet a kormány minisztereivel vitatta meg a lépést, amely elsősorban a Fortis banki üzletágára vonatkozik – a biztosítási banki üzletágat egyelőre nem érinti.[20][21]
- 2008. szeptember 29-én bejelentették a Fortis részleges államosításának részleteit. A belga, luxemburgi és holland kormány közösen 11,2 milliárd € értékben vásárolja meg a bank részvényeit, ezzel minden ország 49%-os részesedést szerez a banki üzletágban. A felvásárlást a következőképpen hajtják végre:
  - a belga kormány 4,7 milliárd €-t fizet a Fortis Bank Belgium 49%-áért,
  - a holland kormány 4 milliárd €-t fizet a holland banki üzletág 49%-áért
  - a luxembourgi kormány 2,7 milliárd €-t fizet a helyi banki üzletág 49%-áért.

A tranzakció egyik feltétele, hogy a Fortis mihamarabb eladja a holland ABN Amro bankbank egy évvel korábban 24 milliárd € értékben vásárolt részesedését. Ezzel egyidőben a holland leányvállalat, a Fortis NV elnöke, Maurice Lippens bejelentette lemondását. A bank vezérigazgatója, Herman Verwilst már szeptember 26-án bejelentette lemondását.

### Október
- 2008. október 1-én a kínai Ping An bank és biztosítótársaság bejelentette, hogy nem tervez 2 milliárd €-t befektetni a Fortisba. Ezzel egyidőben bejelentették, hogy a korábbi 2,31 milliárd dolláros korábbi befektetésüket kivezetik a cég könyveiből. A Fortis részvényeinek értéke 2008-ban több, mint 70%-kal csökkent.[23] Ezzel egyidőben a belga kupagyőztes Sporting Anderlecht labdarúgóklub bejelentette, hogy a klub pénzügyi nehézségekkel nézhet szembe. Korábban a Fortis bank évi 5,5-7 millió € közötti összeggel támogatta a klub működését, amely a klub költségvetésének 20%-a. Ugyanezen a napon bejelentették, hogy az ING Bank, amely korábban érdeklődést mutatott az ABN Amro megvásárlására, sokallja a Fortis által kért 24 milliárd €-t és visszalép az üzlettől.[24]
- 2008. október 4-én a holland kormány bejelentette, hogy 100%-os részesedést szerez a Fortis bank hollandiai banki és biztosítási üzletágában. A tranzakció, amelynek értékét 16,8 milliárd €-ra becsülik, lényegében a belga-holland bank kettéosztásához vezet. A holland kormány döntése nyomán nemcsak a Fortist, hanem az ABN Amro bankot is államosítják, amelyet 2007-ben vásárolt fel a Fortis és még két másik bank (Royal Bank of Scotland és Banco Santander) konzorciuma. A tranzakcióban érintett üzletágak:
  - Fortis Bank Nederland Holding NV
  - ABN Amro
  - Fortis Insurance Netherlands NV[25]
- 2008. október 6-án bejelentették, hogy a francia BNP Paribas bank 75%-os tulajdonrészt szerez a Fortis bank belga és luxemburgi érdekeltségeiben. A felvásárlás két lépcsőben fog megtörténni:
  - a belga szövetségi kormány felvásárolja a Fortis maradék részvényeit, közel 4,7 milliárd €-ért.
  - ezt követően a részvények 75%-át eladják a BNP Paribas-nak, amely összesen 14,5 milliárd €-t for fizetni a Fortis belga banki és biztosítási üzletágáért és a luxemburgi banki üzletágért. Ebből az összegből 9 milliárd €-t részvényekben, a többit készpénzben folyósítja.
  - a tranzakció lebonyolítása után a BNP Paribas-nak 75%-os részesedése lesz a Fortis Bank Belgium-ban, 67%-os részesedése a Fortis Bank Luxembourg-ban és 100%-os részesedése a Fortis Insurance Belgium-ban.
  - a részvények eladása után a belga kormánynak 24%-os, a luxemburgi kormánynak 33%-os tulajdonrésze marad a bank helyi leányvállalataiban
  - a holland kormány 100%-os tulajdonrészt szerzett a bank hollandiai leányvállalatában, beleértve a Fortis által korábban felvásárolt ABN AMRO bankot is.
  - a Fortis részvényeinek kereskedését a belga központi bank utasítására felfüggesztették a Brussels Euronext Stock Exchange tőzsdén.[26]
- 2008. október 11-én bejelentették, hogy a Fortis részvényeket birtokló magánszemélyek kaphatnak a BNP Paribas bank által kifizetett osztalékokból. A Fortis részvényeinek 24%-a van a belga szövetségi kormány, 75%-a a francia BNP Paribas bank tulajdonában, a maradék elsősorban kisbefektetők kezén. A bank részvényeinek értéke több, mint 90%-kal csökkent 2008-ban és az osztalékfizetés a kisbefektetők veszteségeinek csökkentését szolgálja.[27]
- 2008. október 11-én bejelentették, hogy a Fortis eladásával akár 3000 munkahely is megszűnhet Belgiumban. A leépítés elsősorban a Fortis kereskedelmi banki részlegét érintheti, mivel a vevő, a francia BNP Paribas banknak már van egy jól jövedelmező kereskedelmi banki üzletága.[28]
- 2008. október 14-én a bank részvényeivel ismét lehetett kereskedni a belga tőzsdén. A nyitást követően a részvények ára 64%-kal csökkent, és a nap végére elérte a 77,57%-ot. A részvények ekkor 1,2 €-t értek. A BEL20 tőzsdeindex 4,77%-ot vesztett az értékéből a kereskedési nap végére. Az év eleje óta a bank részvényeinek értéke közel 90%-kal csökkent.[29]
- 2008. október 16-án a tőzsdei kereskedési nap folyamán a Fortis részvények árfolyama tovább süllyedt, a nap végére 26,4%-os veszteséggel zárt a papír, és csak 0,85 €-t ért. A többi részvény árfolyamának esése miatt a BEL20 belga részvényindex értéke 7,5%-kal volt kevesebb, mint az előző nap.[30]

### November
- Neellie Kroes, az Európai Bizottság versenybiztosa november 12-én azzal vádolta meg Yves Leterme belga miniszterelnököt, hogy valótlanságot állított a Fortis Bank-nak nyújtott állami segítségnyújtással kapcsolatban.[31] Ms. Kroes egy holland beszélgetőműsorban jelentette be, hogy Mr. Leterme valótlanságot állított, amikor azt mondta, hogy senkit sem tudott elérni a versenybizottságtól, amikor szeptember végén a belga kormány a Fortis megsegítéséről döntött.
- A kínai Ping An of China biztosítótársaság, amely a Fortis Holding legnagyobb részvényese, kártérítést követel a belga kormánytól, mivel állítása szerint jelentős veszteségeket (kb. 1.8 milliárd dollárt) szenvedett. A Fortis részvényeinek ára jelentősen zuhant 2008 során és miután a holding legértékesebb részét, a Fortis Bankot eladták a francia BNP Paribas banknak, kevés esély van arra, hogy az árfolyam visszatért a korábbi szintre.[32]

### December
- December 1-én került sor a Fortis Holding (a bank és a biztosítási társaságok anyacégének) részvényesi gyűlésére hollandiai Utrecht városában. A gyűlés során a részvényeseknek az igazgatótanács tagjairól kellett szavazni, de a javasolt öt tagból csak három, Karel De Boeck, Louis Cheung és Etienne Davignon kapta meg a szükséges szavazatokat. Philippe Bodson és Jan-Michiel Hessels megválasztását elutasították a részvényesek. Másnap, december 2-án Brüsszelben került sor hasonló gyűlésre, ahol a belga részvényesek szavazhattak, akik csak Karel De Boeck és Louis Cheung jelölését fogadták el. A brüsszeli gyűlésre összesen 6000 részvényes regisztrált, a szavazáson összesen 3000 fő vett részt.[33]
- December 13-án a brüsszeli feljebbviteli bíróság határozatában felfüggesztette a Fortis belgiumi banki és biztosítási üzletágának értékesítését. A bíróság kb. 2000 egyéni befektető beadványa nyomán vizsgálta meg a bank értékesítésének ügyét és úgy találta, hogy a részvényesekkel konzultálnia kellett volna a belga kormánynak (amely a bank tulajdonosa lett, miután 2008. októberében államosították), mielőtt a francia BNP Paribas banknak értékesítette volna a Fortis Holding legértékesebb részeit.[34]

## Terjeszkedés
- 1997: MeesPierson N.V. befektetési bankot az ABN AMRO-tól vásárolta meg
- 1999: Algemene Spaar- en Lijfrentekas / Caisse Générale d'Epargne et de Retraite (ASLK/CGER) takarékszövetkezeti bank megvásárlása
- 1999: Generale Bank/Générale de Banque megvásárlása
- Krediet aan de Nijverheid / Crédit à l'Industrie, (now called Fintro) megvásárlása
- 2006-ban együttműködést kezdett az ír An Post postabankkal.
- 2006. októberben 100%-os részesedést szerzett a lengyel Dominet lakossági bankban.
- 2007-ben felvásárolta a Pacific Century Insurance Holdings céget, amelynek új neve Fortis Insurance Company (Asia) Limited.
- 2007. október 8-án a Royal Bank of Scotland Group, a Fortis és a Banco Santander konzorciuma befejezte az ABN AMRO felvásárlását.

## Szponzorság
A Fortis bank az RSC Anderlecht belga és a Feyenoord Rotterdam holland labdarúgócsapatok egyik fő támogatója. Törökországban a Fortis a Fortis török kupa, illetve Luxemburgban a Luxembourgi Nemzeti Bajnokság támogatója

## Lásd még
- Belga vállalatok listája
- Belga bankok listája
- ABN Amro
- BEL20